# Famechon (Somme)
Famechon és un municipi francès situat al departament del Somme i a la regió dels Alts de França. L'any 2007 tenia 227 habitants.

## Demografia

### Població
El 2007 la població de fet de Famechon era de 227 persones. Hi havia 94 famílies de les quals 24 eren unipersonals (12 homes vivint sols i 12 dones vivint soles), 31 parelles sense fills, 31 parelles amb fills i 8 famílies monoparentals amb fills.
La població ha evolucionat segons el següent gràfic:
Habitants censats

### Habitatges
El 2007 hi havia 107 habitatges, 96 eren l'habitatge principal de la família, 4 eren segones residències i 7 estaven desocupats. Tots els 106 habitatges eren cases. Dels 96 habitatges principals, 85 estaven ocupats pels seus propietaris, 8 estaven llogats i ocupats pels llogaters i 3 estaven cedits a títol gratuït; 1 tenia una cambra, 2 en tenien dues, 10 en tenien tres, 20 en tenien quatre i 63 en tenien cinc o més. 71 habitatges disposaven pel capbaix d'una plaça de pàrquing. A 36 habitatges hi havia un automòbil i a 51 n'hi havia dos o més.

### Piràmide de població
La piràmide de població per edats i sexe el 2009 era:
| Homes | Edats   | Dones |
| ----- | ------- | ----- |
| 0     | 95 o +  | 0     |
| 0     | 90 a 94 | 0     |
| 0     | 85 a 89 | 0     |
| 4     | 80 a 84 | 0     |
| 4     | 75 a 79 | 4     |
| 0     | 70 a 74 | 4     |
| 4     | 65 a 69 | 4     |
| 12    | 60 a 64 | 4     |
| 0     | 55 a 59 | 4     |
| 0     | 50 a 54 | 0     |
| 0     | 45 a 49 | 0     |
| 8     | 40 a 44 | 8     |
| 12    | 35 a 39 | 8     |
| 8     | 30 a 34 | 12    |
| 8     | 25 a 29 | 0     |
| 0     | 20 a 24 | 8     |
| 4     | 15 a 19 | 4     |
| 4     | 10 a 14 | 4     |
| 4     | 5 a 9   | 4     |
| 4     | 0 a 4   | 24    |

## Economia
El 2007 la població en edat de treballar era de 154 persones, 124 eren actives i 30 eren inactives. De les 124 persones actives 118 estaven ocupades (60 homes i 58 dones) i 6 estaven aturades (3 homes i 3 dones). De les 30 persones inactives 10 estaven jubilades, 6 estaven estudiant i 14 estaven classificades com a «altres inactius».

### Ingressos
El 2009 a Famechon hi havia 97 unitats fiscals que integraven 230 persones, la mediana anual d'ingressos fiscals per persona era de 19.879,5 €.

### Activitats econòmiques
Dels 5 establiments que hi havia el 2007, 1 era d'una empresa de construcció, 3 d'empreses financeres i 1 d'una empresa de serveis.
L'any 2000 a Famechon hi havia 6 explotacions agrícoles.

## Poblacions més properes
El següent diagrama mostra les poblacions més properes.